# ريد باريت
ريد باريت (بالإنجليزية: Red Barrett)‏ هو لاعب كرة قاعدة أمريكي، ولد في 14 فبراير 1915 في سانتا باربارا في الولايات المتحدة، وتوفي في 28 يوليو 1990 في ويلسون في الولايات المتحدة.

## وصلات خارجية
- ريد باريت على موقع دوري كرة القاعدة الرئيسي (الإنجليزية)
- ريد باريت على موقعبيزبول رفرنس.كوم (الدوري الرئيسي) (الإنجليزية)
- ريد باريت على موقعبيزبول رفرنس.كوم (الدوري الثانوي) (الإنجليزية)
- ريد باريت على موقع جمعية أبحاث البيسبول الأمريكية (الإنجليزية)
- ريد باريت على موقع مشجعي الرسوم البيانية (الإنجليزية)